# Рогава, Амбако Спиридонович
Амбако Спиридонович Рогава (1900 год, Зугдидский уезд, Кутаисская губерния, Российская империя — неизвестно, село Ахалсопели, Зугдидский район, Грузинская ССР) — бригадир колхоза имени Берия Ахалсопельского сельсовета Зугдидского района, Грузинская ССР. Герой Социалистического Труда (1949).

## Биография
Родился в 1900 году в крестьянской семье в одном из сельских населённых пунктов Зугдидского уезда (сегодня — Зугдидский муниципалитет. После начала коллективизации в начале 1930-х годах вступил в местную сельскохозяйственную артель, которая позднее была преобразована в колхоз имени Берия Зугдидского района (с 1953 года — колхоз имени Ленина Зугдидского района). Этот колхоз с 1938 года возглавлял Антимоз Рогава. В послевоенные годы руководил чаеводческой бригадой.
В 1948 году бригада под его руководством собрала в среднем по 7128 килограмм сортового зелёного чайного листа на участке площадью 6,6 гектара при годовом плане в 3,5 тысячи килограмм. Указом Президиума Верховного Совета СССР от 29 августа 1949 года удостоен звания Героя Социалистического Труда за «получение высоких урожаев сортового зелёного чайного листа и цитрусовых плодов в 1948 году» с вручением ордена Ленина и золотой медали «Серп и Молот» (№ 4610).
Этим же Указом званием Героя Социалистического Труда были также награждены 16 тружеников колхоза имени Берия Зугдидского района: бригадиры Партен Михайлович Кадария, Владимир Михайлович Макацария, звеньевые Ариадна Джуруевна Купуния, Вера Евгеньевна Купуния, Ольга Филипповна Купуния, Хута Григорьевна Купуния, Венера Давидовна Ломая, Мария Гудуевна Макацария, Хута Герасимовна Хвингия, колхозницы Валентина Николаевна Джоджуа, Паша Несторовна Джоджуа, Ольга Павловна Кантария, Надя Платоновна Пония, Ивлита Тарасовна Хасия, Лена Герасимовна Хвингия, Лена Константиновна Читанава, Мария Николаевна Читанава и Валентина Акакиевна Шаматава.
Проживал в Ахалсопельском сельсовете Зугдидского района. С 1968 года — персональный пенсионер союзного значения. Дата смерти не установлена.
Награды
- Герой Социалистического Труда
- Орден Ленина
- Медаль «За оборону Кавказа» (01.05.1944)